# Elkalyce glycon
Elkalyce glycon är en fjärilsart som beskrevs av Corbet 1940. Elkalyce glycon ingår i släktet Elkalyce och familjen juvelvingar. Inga underarter finns listade i Catalogue of Life.